# Trippa alla fiorentina

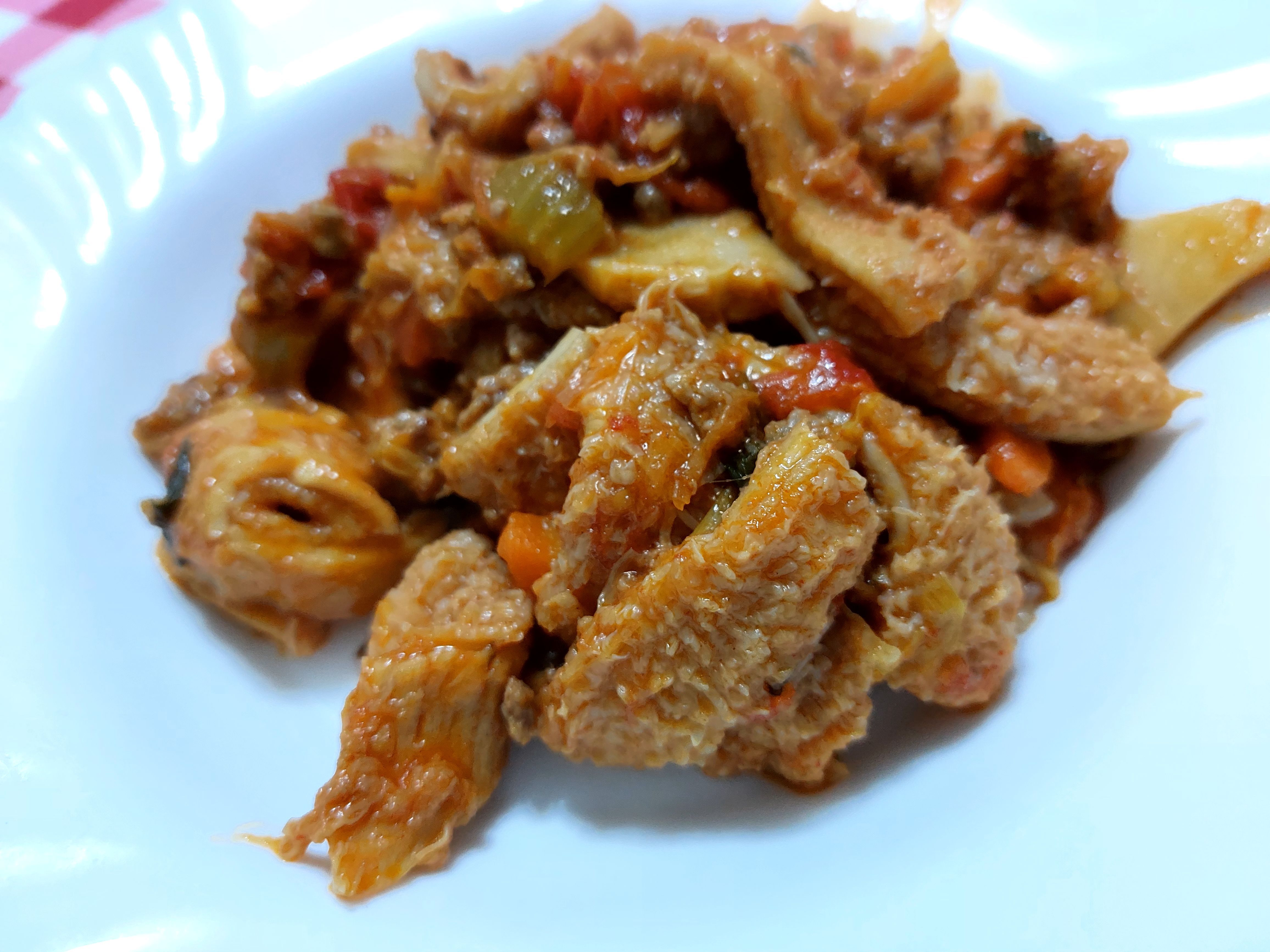
Trippa alla fiorentina

Trippa alla fiorentina ist ein toskanisches Kuttelgericht aus der Gegend von Florenz.
Zur Zubereitung werden Zwiebeln, Karotten und Stangensellerie (Soffritto) in Butter angeschwitzt, anschließend mit den gekochten und in feine Streifen geschnittenen Kutteln vermischt und gebraten. Dann werden Tomaten zugefügt, worauf man es gar köcheln lässt.
Man kann das Gericht auch zusätzlich mit Parmesan überstreuen und im Ofen gratinieren.